# 2014年亞洲運動會游泳比賽
2014年亞洲運動會游泳比賽為第十七屆亞洲運動會的其中一項競賽項目，共產生38面金牌。賽事於2014年9月21日至9月26日，在韓國仁川文鶴朴泰桓水上運動中心舉行。

## 獎牌統計
注：韓國男選手樸泰桓因賽前服用禁藥而被國際泳聯剝奪了他於本屆賽會獲得的1銀5銅。以下表格均未剔除他的1銀5銅。

### 國家獎牌榜
| 排名 | 国家／地区      | 金牌 | 银牌 | 铜牌 | 總數 |
| ---- | --------------- | ---- | ---- | ---- | ---- |
| 1    | 中国（CHN）     | 22   | 12   | 11   | 45   |
| 2    | 日本（JPN）     | 12   | 20   | 13   | 45   |
| 3    | （KAZ）         | 3    | 2    | 0    | 5    |
| 4    | 新加坡（SIN）   | 1    | 2    | 2    | 5    |
| 5    | 韩国（KOR）     | 0    | 2    | 6    | 8    |
| 6    | 中国香港（HKG） | 0    | 0    | 3    | 3    |
| 7    | 越南（VIE）     | 0    | 0    | 2    | 2    |
| 8    | 印度（IND）     | 0    | 0    | 1    | 1    |
| 總計 | 總計            | 38   | 38   | 38   | 114  |

### 項目獎牌榜

#### 男子
| 項目                | 金牌                                                                            | 金牌       | 银牌                                                      | 银牌     | 铜牌 | 铜牌     |
| 50公尺自由式        | 宁泽涛 · 中国（CHN）                                                            | 21.95      | 鹽浦慎理 · 日本（JPN）                                    | 22.11    | 伊藤健太 · 日本（JPN）                                                                                       | 22.16    |
| 100公尺自由式       | 宁泽涛 · 中国（CHN）                                                            | 47.70 AS   | 朴泰桓 · 韩国（KOR）                                      | 48.75    | 鹽浦慎理 · 日本（JPN）                                                                                       | 48.85    |
| 200公尺自由式       | 萩野公介 · 日本（JPN）                                                          | 1:45.23    | 孫楊 · 中国（CHN）                                        | 1:45.28  | 朴泰桓 · 韩国（KOR）                                                                                         | 1:45.85  |
| 400公尺自由式       | 孙杨 · 中国（CHN）                                                              | 3:43.23    | 萩野公介 · 日本（JPN）                                    | 3:44.48  | 朴泰桓 · 韩国（KOR）                                                                                         | 3:48.33  |
| 1500公尺自由式      | 孙杨 · 中国（CHN）                                                              | 14:49.75   | 山本耕平 · 日本（JPN）                                    | 14:54.86 | 王柯成 · 中国（CHN）                                                                                         | 15:06.73 |
| 50 公尺仰式         | 古賀淳也 · 日本（JPN）                                                          | 24:28 GR   | 入江陵介 · 日本（JPN）                                    | 24:98    | 徐嘉余 · 中国（CHN）                                                                                         | 25:24    |
| 100 公尺仰式        | 入江陵介 · 日本（JPN）                                                          | 52.34 GR   | 徐嘉余 · 中国（CHN）                                      | 52.81    | 萩野公介 · 日本（JPN）                                                                                       | 53.71    |
| 200 公尺仰式        | 入江陵介 · 日本（JPN）                                                          | 1:53.26 GR | 徐嘉余 · 中国（CHN）                                      | 1:55.05  | 萩野公介 · 日本（JPN）                                                                                       | 1:56.36  |
| 50公尺蛙式          | 德米特里·巴蘭京 · （KAZ）                                                       | 27.78 GR   | 小關也朱篤 · 日本（JPN）                                  | 27.89    | 桑迪普·塞瓦爾 · 印度（IND）                                                                                  | 28.26    |
| 100公尺蛙式         | 德米特里·巴蘭京 · （KAZ）                                                       | 59.92 GR   | 小關也朱篤 · 日本（JPN）                                  | 1:00.23  | 李响 · 中国（CHN）                                                                                           | 1:00.91  |
| 200公尺蛙式         | 德米特里·巴蘭京 · （KAZ）                                                       | 2:07.67 GR | 小日向一輝 · 日本（JPN）                                  | 2:09.45  | 小關也朱篤 · 日本（JPN）                                                                                     | 2:09.48  |
| 50公尺蝶式          | 施扬 · 中国（CHN）                                                              | 23.46 GR   | 約瑟·斯庫林 · 新加坡（SIN）                               | 23.70    | 楊正鬥 · 韩国（KOR）                                                                                         | 23.79    |
| 100公尺蝶式         | 約瑟·斯庫林 · 新加坡（SIN）                                                     | 51.76 GR   | 李朱濠 · 中国（CHN）                                      | 51.91    | 池端宏文 · 日本（JPN）                                                                                       | 52.08    |
| 200公尺蝶式         | 瀨戶大也 · 日本（JPN）                                                          | 1:54.08    | 平井健太 · 日本（JPN）                                    | 1:55.47  | 約瑟·斯庫林 · 新加坡（SIN）                                                                                  | 1:57.54  |
| 200公尺個人混合式   | 萩野公介 · 日本（JPN）                                                          | 1:55.34 AS | 藤森太将 · 日本（JPN）                                    | 1:58.56  | 汪顺 · 中国（CHN）                                                                                           | 1:59.10  |
| 400公尺個人混合式   | 萩野公介 · 日本（JPN）                                                          | 4:07.75    | 杨之贤 · 中国（CHN）                                      | 4:10.18  | 濑户大也 · 日本（JPN）                                                                                       | 4:10.39  |
| 4×100公尺自由式接力 | 中国（CHN） · 余贺新 · 林永庆 · 孙杨 · 宁泽涛 · 郝运 · 徐祺恒 · 刘俊午          | 3:13.47 AS | 日本（JPN） · 盐浦慎理 · 原田蘭丸 · 藤井拓郎 · 中村克     | 3:14.38  | 韩国（KOR） · Kim Sung-kyum · Yang June-hyuck · Nam Ki-woong · 朴泰桓 · 朴善冠                               | 3:18.44  |
| 4×200公尺自由式接力 | 日本（JPN） · 小堀勇氣 · 萩野公介 · 濑户大也 · 松田丈志 · 伊藤健太              | 7:06.74 GR | 中国（CHN） · 李昀琦 · 林永庆 · 毛飞廉 · 徐祺恒           | 7:16.51  | 韩国（KOR） · Nam Ki Woong · Yang June Hyuck · Jeong Jeong Soo · 朴泰桓                                      | 7:21.37  |
| 4×100公尺混合式接力 | 中国（CHN） · 徐嘉余 · 李响 · 李朱濠 · 宁泽涛 · 金沿 · 毛飞廉 · 王玉鑫 · 余贺新 | 3:31.37 GR | 日本（JPN） · 入江陵介 · 小關也朱篤 · 池端宏文 · 盐浦慎理 | 3:31.70  | 韩国（KOR） · 朴善冠 · 崔圭雄 · 張奎哲 · 朴泰桓 · Im Tae-jeong · Ju Jang-hun · Yun Seok-hwan · Kim Sung-kyum | 3:39.18  |

#### 女子
| 項目                | 金牌                                                                            | 金牌       | 银牌                                                                 | 银牌    | 铜牌                                                                                    | 铜牌    |
| 50公尺自由式        | 陈欣怡 · 中国（CHN）                                                            | 24.87 GR   | 內田美希 · 日本（JPN）                                               | 25.11   | 唐奕 · 中国（CHN）                                                                      | 25.17   |
| 100公尺自由式       | 沈铎 · 中国（CHN）                                                              | 54:37      | 唐奕 · 中国（CHN）                                                   | 54:45   | 內田美希 · 日本（JPN）                                                                  | 54:66   |
| 200公尺自由式       | 沈铎 · 中国（CHN）                                                              | 1:57.66    | 五十嵐千尋 · 日本（JPN）                                             | 1:59.13 | 唐奕 · 中国（CHN）                                                                      | 1:59.34 |
| 400公尺自由式       | 张雨涵 · 中国（CHN）                                                            | 4:07.67    | 毕易榕 · 中国（CHN）                                                 | 4:08.23 | 五十嵐千尋 · 日本（JPN）                                                                | 4:09.35 |
| 800公尺自由式       | 毕易榕 · 中国（CHN）                                                            | 8:27.54    | 许丹露 · 中国（CHN）                                                 | 8:33.89 | 地田麻未 · 日本（JPN）                                                                  | 8:34.66 |
| 50公尺仰式          | 傅园慧 · 中国（CHN）                                                            | 27.66      | 葉卡捷琳娜·奧列戈夫娜·鲁堅科 · （KAZ）                               | 28.04   | 竹村幸 · 日本（JPN）                                                                    | 28.27   |
| 100公尺仰式         | 傅园慧 · 中国（CHN）                                                            | 59.95      | 葉卡捷琳娜·奧列戈夫娜·鲁堅科 · （KAZ）                               | 1:00.61 | 汪雪儿 · 中国（CHN）                                                                    | 1:01.09 |
| 200公尺仰式         | 赤瀨紗也香 · 日本（JPN）                                                        | 2:10:31    | 陈洁 · 中国（CHN）                                                   | 2:10.53 | 阮氏映圆 · 越南（VIE）                                                                  | 2:12:25 |
| 50公尺蛙式          | 鈴木聰美 · 日本（JPN）                                                          | 31.34      | 索冉 · 中国（CHN）                                                   | 31.52   | 何雨哲 · 中国（CHN）                                                                    | 31.62   |
| 100公尺蛙式         | 史婧琳 · 中国（CHN）                                                            | 1:06.67 GR | 渡部香生子 · 日本（JPN）                                             | 1:06.80 | 贺赟 · 中国（CHN）                                                                      | 1:08.11 |
| 200公尺蛙式         | 渡部香生子 · 日本（JPN）                                                        | 2:21.82    | 金藤理繪 · 日本（JPN）                                               | 2:21.92 | 史婧琳 · 中国（CHN）                                                                    | 2:23.58 |
| 50公尺蝶式          | 陆滢 · 中国（CHN）                                                              | 25:83      | 陶李 · 新加坡（SIN）                                                 | 26:28   | 刘兰 · 中国（CHN）                                                                      | 26:72   |
| 100公尺蝶式         | 陈欣怡 · 中国（CHN）                                                            | 56.61 GR   | 陆滢 · 中国（CHN）                                                   | 58.45   | 陶李 · 新加坡（SIN）                                                                    | 59.08   |
| 200公尺蝶式         | 焦刘洋 · 中国（CHN）                                                            | 2:07.56    | 星奈津美 · 日本（JPN）                                               | 2:08.04 | 中野未夢 · 日本（JPN）                                                                  | 2:09.18 |
| 200公尺個人混合式   | 叶诗文 · 中国（CHN）                                                            | 2:08.94 GR | 渡部香生子 · 日本（JPN）                                             | 2:10.58 | 寺村美穗 · 日本（JPN）                                                                  | 2:11.24 |
| 400公尺個人混合式   | 叶诗文 · 中国（CHN）                                                            | 4:32.97    | 清水咲子 · 日本（JPN）                                               | 4:38.63 | 阮氏映圆 · 越南（VIE）                                                                  | 4:39.65 |
| 4×100公尺自由式接力 | 中国（CHN） · 叶诗文 · 沈铎 · 张雨霏 · 唐奕 · 邱钰涵 · 陈欣怡 · 孙美晨 · 周羿霖 | 3:37.25    | 日本（JPN） · 內田美希 · 山口美咲 · 渡部香生子 · 松本弥生 · 宮本靖子 | 3:39.35 | 中国香港（HKG） · 鄭莉梅 · 歐鎧淳 · 施幸余 · 何詩蓓                                     | 3:39.94 |
| 4×200公尺自由式接力 | 中国（CHN） · 郭君君 · 唐奕 · 沈铎 · 曹玥                                       | 7:55.17    | 日本（JPN） · 五十嵐千尋 · 宮本靖子 · 松本弥生 · 高野綾              | 7:58.43 | 中国香港（HKG） · 鄭莉梅 · 歐鎧淳 · 施幸余 · 何詩蓓                                     | 8:04.55 |
| 4×100公尺混合式接力 | 日本（JPN） · 酒井志穗 · 渡部香生子 · 星奈津美 · 内田美希 · 中野未夢            | 4:00.94    | 韩国（KOR） · Lee Da-lin · Yang Ji-won · 安洗贤 · 高美笑             | 4:04.82 | 中国香港（HKG） · 歐鎧淳 · 江忞懿 · 施幸余 · 何詩蓓 · 劉彥恩 · 楊珍美 · 陳健樂 · 譚凱琳 | 4:07.15 |

## 外部連結
- 時間表和結果